# Juriniopsis nitidula
Juriniopsis nitidula là một loài ruồi trong họ Tachinidae.